# Tichon Wladimirowitsch Kalugin

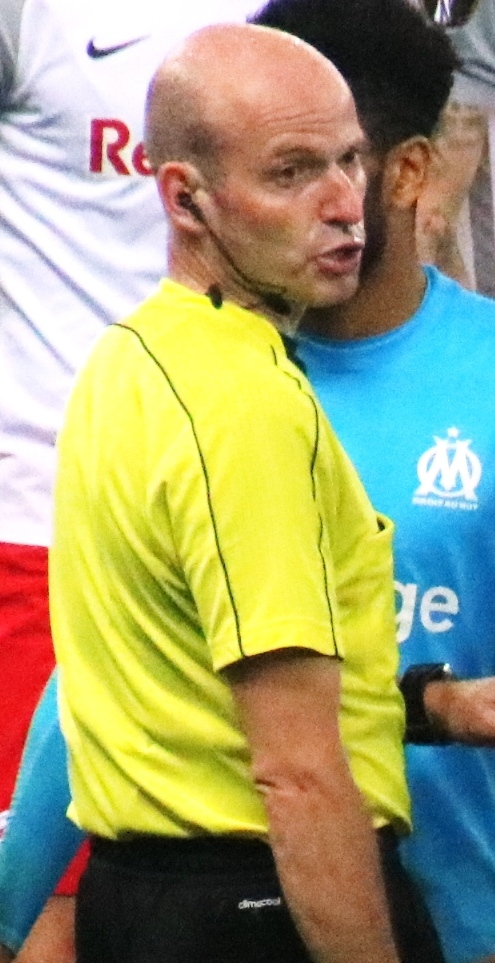

Tichon Wladimirowitsch Kalugin (russisch Тихон Владимирович Калугин; * 3. Dezember 1974 in Moskau) ist ein ehemaliger russischer Fußballschiedsrichterassistent.
Kalugin leitete ab 2003 bis zur Saison 2019/20 insgesamt 275 Spiele in der russischen Premjer-Liga. Zudem stand er viele Jahre lang bis 2018 als Schiedsrichterassistent auf der Liste der FIFA-Schiedsrichter und leitete internationale Fußballpartien. Bis zur Saison 2017/18 leitete er 22 Spiele in der Europa League und 34 Spiele in der Champions League.
Kalugin war unter anderem bei der U-17-Weltmeisterschaft 2011 in Mexiko, bei der U-21-Europameisterschaft 2015 in Tschechien, bei der Europameisterschaft 2016 in Frankreich, bei der U-20-Weltmeisterschaft 2017 in Südkorea, beim olympischen Fußballturnier 2016 in Rio de Janeiro und bei der Weltmeisterschaft 2018 in Russland im Einsatz (jeweils als Assistent von Sergei Karassjow).